# Татранская конфедерация
Татранская конфедерация (пол. Konfederacja Tatrzańska) — польская подпольная организация, действовавшая на территории Подгалье во время Второй мировой войны.

## История
Организация была создана в мае 1941 года польским поэтом Августином Суским (псевдоним — Стефан Борус). Основным местом деятельности организации был город Новы-Тарг и деревня Ваксмунд. На пике своего развития Татранская конфедерация объединяла около четырёхсот членов.
В конце лета 1941 года организация создала свою боевую структуру под названием «Горская дивизия» (Dywizja Górska), в состав которой входило несколько десятков партизан. Горской дивизией руководил майор Войска Польского Эдвард Гётт-Гетыньский. Деятельность Горской дивизии ограничивалась территорией горного массива Горце в окрестностях вершины Турбач.
Татранская конфедерация издавала газеты «Na Placówce» на польском языке тиражом около 100 экземпляров и «Der Freie Deutsche» на немецком языке, которая распространялась в Кракове. Проводила акции саботажа. Идеологически сопротивлялась германской акции по объявлению гуралей особым народом Гораленфольк.
В связи с организационными ошибками в подпольной деятельности Татранская конфедерация была раскрыта Гестапо с помощью местных информаторов. В январе и феврале 1942 года Гестапо провело серию арестов членов Татранской конфедерации. Августин Суский был арестован и отправлен в концентрационный лагерь Освенцим, где погиб 26 мая 1942 года. Эдвард Гётт-Гетыньский был расстрелян в Освенциме 25 января 1943 года.
В связи с тем, что жители деревни Ваксмунд сотрудничали с Горской дивизией, деревня неоднократно подвергалась акциям пацификации. Оставшиеся партизаны Горской дивизии действовали под командованием Юзефа Курася (псевдоним — Орёл) в составе отдельного отряда Армии Крайовой до конца Второй мировой войны.

## Известные члены
- Попек, Тадеуш
- Апостол, Ядвига